# Warner Bros. Movie World
Warner Bros. Movie World es un parque temático situado en la Costa de Oro de Queensland, Australia. El parque, propiedad de la división de parques temáticos de Village Roadshow y gestionado por ésta, se inauguró el 3 de junio de 1991. Forma parte de un recinto de ocio de 154 hectáreas (380,5 acres), con los adyacentes Village Roadshow Studios y el cercano Wet'n'Wild Gold Coast, entre otras propiedades operadas por Village. Movie World es el único parque temático relacionado con el cine de Australia y el más antiguo de los parques de Warner Bros. en todo el mundo (los otros están en Madrid y Abu Dhabi). Desde 2016, recibe una media anual de 1,4 millones de visitantes.
A finales de la década de 1980, Village compró el terreno de un estudio cinematográfico que había fracasado y sus terrenos adyacentes. Se asociaron con Pivot Leisure (copropietarios del cercano Sea World) y Warner para convertir los terrenos en un parque temático. Diseñado por C. V. Wood, el trazado se inspiró en los Universal Studios Hollywood y en el parque temático de Disney-MGM Studios, y las atracciones de apertura se diseñaron para educar a los visitantes sobre el proceso de creación de películas. Desde entonces, el parque se ha ampliado para incluir una serie de atracciones basadas en las propiedades de Warner y de DC Comics. Ha sobrevivido a las dificultades financieras y sigue siendo uno de los destinos turísticos más populares de Australia.
Las atracciones van desde, Batwing Spaceshot y Superman Escape, hasta Wild West Falls Adventure Ride y Justice League: Alien Invasion 3D, entretenimiento en el Roxy Theatre y el espectáculo en vivo Hollywood Stunt Driver. Entre las cinco montañas rusas en funcionamiento, DC Rivals HyperCoaster es la más alta, rápida y larga de Australia, y Green Lantern Coaster tiene el tercer ángulo de caída más pronunciado del mundo. Los personajes de las películas recorren regularmente el recinto para interactuar y hacerse fotos con los visitantes. Cada tarde, los personajes participan en un desfile por Main Street. Cada año se celebran los eventos estacionales Fright Nights y White Christmas.

## Historia

### 1986-1991: Montaje y apertura
El interés de Hollywood por la industria cinematográfica australiana creció rápidamente durante la década de 1980. El productor de cine italoestadounidense Dino De Laurentiis visitó el país en 1986; había trabajado con exalumnos de cine australianos en los últimos años y observó el interés de la industria por la película Cocodrilo Dundee. Con De Laurentiis Entertainment Limited (DEL), encargó y construyó un estudio cinematográfico en Oxenford, cerca de Surfers Paradise, en la Costa de Oro (Queensland). El estudio iba a producir la película de acción Total Recall, pero después de que sus finanzas se vieran comprometidas por varios fracasos de taquilla (como Million Dollar Mystery), De Laurentiis abandonó la fallida DEL en diciembre de 1987. La producción de Total Recall se detuvo y se desmantelaron los decorados del estudio por valor de 3,4 millones de dólares. Village Roadshow, que tenía una asociación establecida con Warner Bros. en Australia, compró la totalidad de DEL en 1988 y abrió los Warner Roadshow Studios (ahora Village Roadshow Studios) en julio.

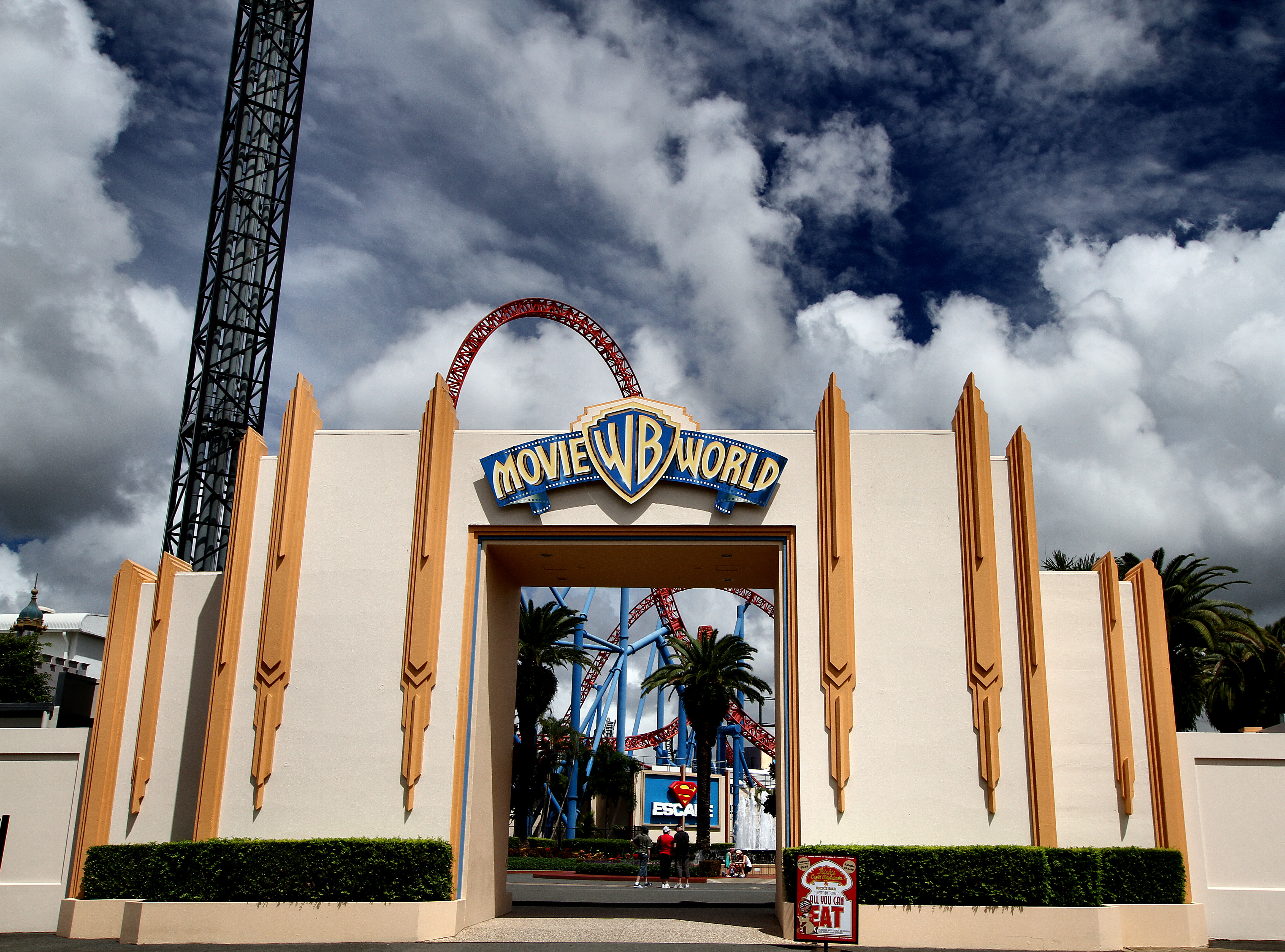
Movie World's Grand Entrance

En octubre de 1988, Village adquirió un gran terreno pantanoso adyacente al complejo de los estudios a la empresa de inversiones Ariadne Australia (que se había visto perjudicada por el desplome del mercado bursátil del lunes negro de 1987).  Al mes siguiente, Village convenció a Warner para que adquiriera el 50% del estudio y anunció la construcción de un parque temático, denominado provisionalmente Warner World, en los terrenos recién adquiridos. Warner reconoció la propuesta de valor en el parque temático más que en el estudio. En julio de 1989, las dos empresas se asociaron para desarrollar el parque con Pivot Leisure, copropietarios de un fideicomiso en Sea World, un parque local de mamíferos marinos. El diseñador estadounidense C. V. Wood recibió ese año el encargo de diseñar el parque. En aquel momento tenía seis diseños de parques en su cartera, incluyendo Six Flags Over Texas y Disneyland, y modeló el diseño de Movie World a partir de Universal Studios Hollywood y el parque temático Disney-MGM Studios. La construcción duró unos 16 meses, se basó en la mano de obra local en la medida de lo posible y costó entre 120 y 140 millones de los cuales Pivot aportó unos 30 millones de dólares.

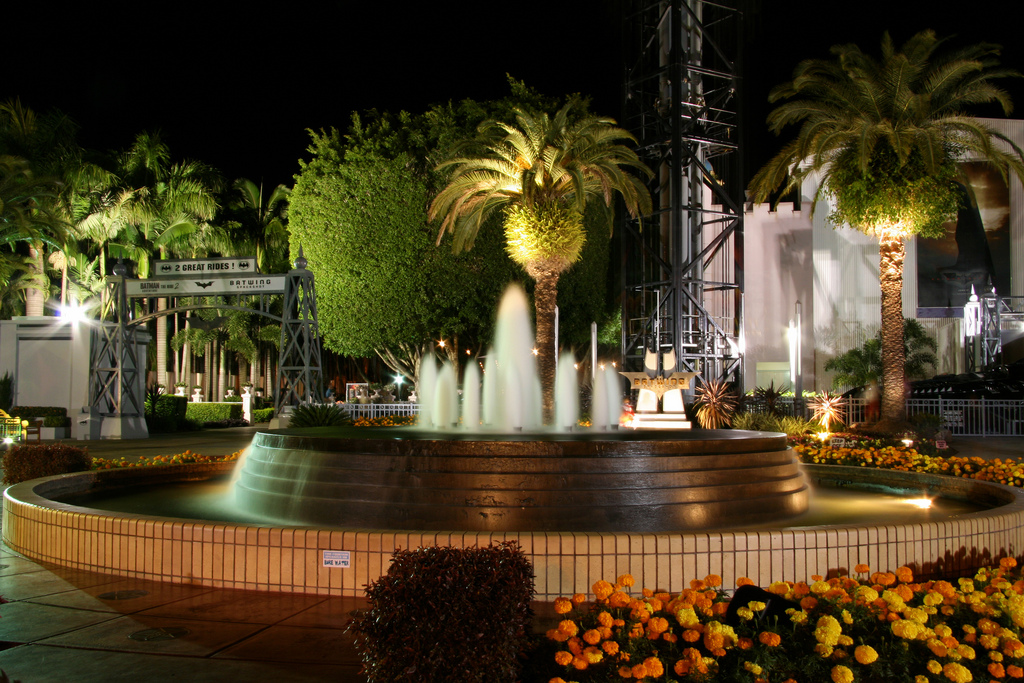
La Fuente de la Fama, la plaza de entrada al parque

A la ceremonia de inauguración, celebrada el 2 de junio de 1991, asistieron más de 5.000 personas, entre ellas celebridades como Clint Eastwood, Mel Gibson, Goldie Hawn y Kurt Russell.  Para conmemorar la ocasión, el Primer Ministro de Queensland, Wayne Goss, grabó un novedoso rollo de película con Eastwood y Bugs Bunny. La noche anterior, el 1 de junio, un episodio de la edición especial de Hey Hey It's Saturday ("Hey Hey It's Movie World"), rodado en el lugar, contó con la presencia del presentador Daryl Somers, que entrevistó a muchas de las celebridades asistentes, como Eastwood y Russell. El parque se abrió al público el 3 de junio. Tras su apertura se crearon entre 400 y 500 puestos de trabajo. El precio inicial de la entrada para los visitantes era de 29 dólares para los adultos y 19 para los niños. Con el aumento del turismo internacional en la Costa de Oro desde la década de 1980, Village esperaba aprovechar un mercado con clientes estadounidenses y japoneses; las atracciones se subtitularon, y los guías turísticos fueron formados, en japonés. Descrito como el primer "parque temático basado en el cine" del mundo construido fuera de Estados Unidos y el primer parque temático de "estilo americano" desde Tokyo Disneyland, se esperaba que atrajera entre uno y 1,5 millones de visitantes en su primer año.

### 1991-1998: Primeras atracciones

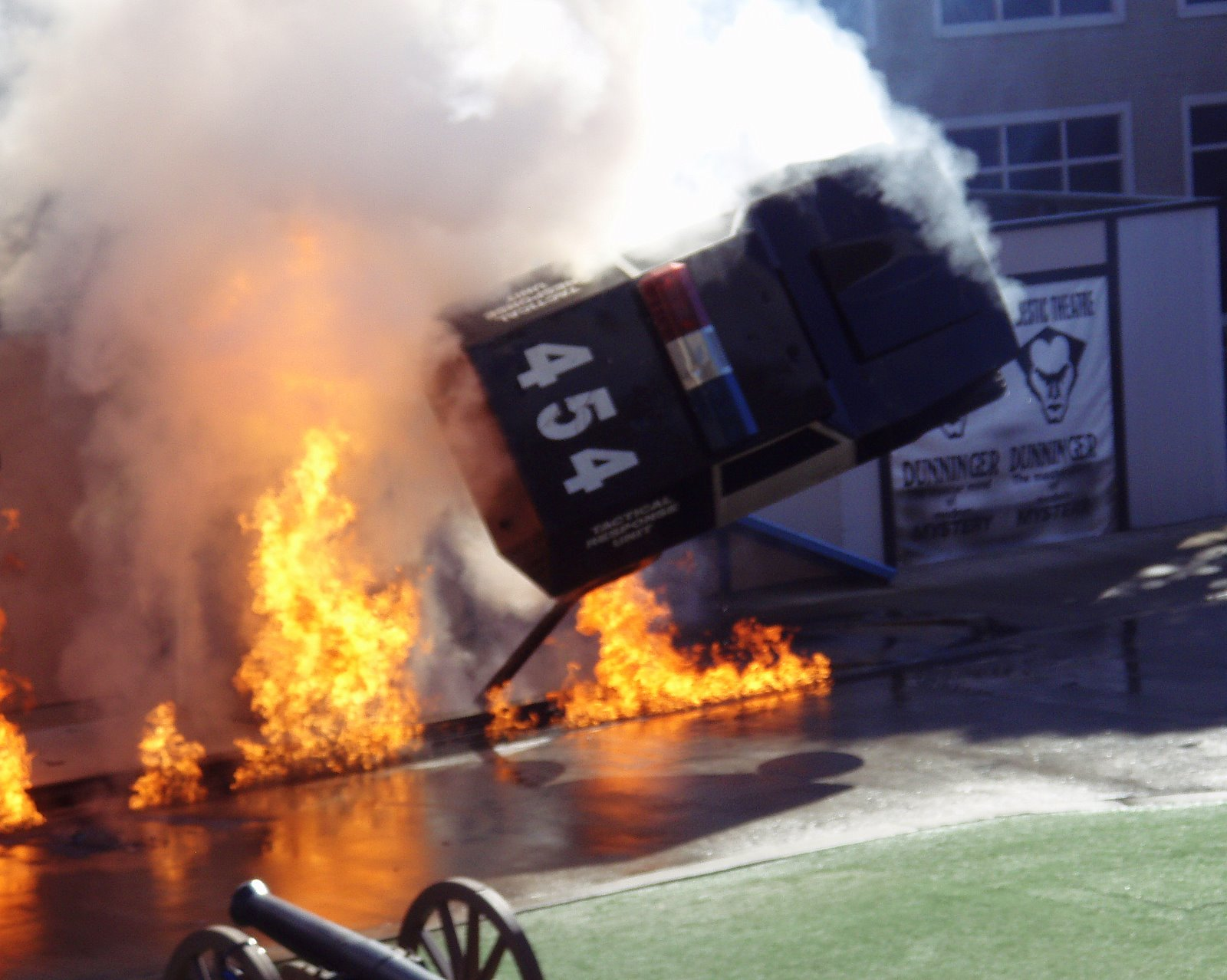
Police Academy Stunt Show fue una de las atracciones de apertura.

Las atracciones de apertura de Movie World enseñaban a los visitantes el proceso de producción de películas. Los eslóganes de marketing lo anunciaban como "Hollywood en la Costa de Oro" y su diseño pretendía captar la estética de los parques temáticos estadounidenses como Disneylandia y Universal Studios. Más allá de la plaza de apertura de la Fuente de la Fama, Main Street presentaba réplicas de edificios y fachadas de varias películas de la Warner, como el Rick's Café Américain de Casablanca, el banco asaltado durante Bonnie y Clyde y el edificio del Daily Planet de Superman. Un recorrido por los estudios de cine incluía el Movie Magic Special Effects Show con la participación del público en un plató en directo. Había dos espectáculos diarios en directo: el Western Action Show presentaba a actores que realizaban divertidas acrobacias con animales vivos y el Police Academy Stunt Show, de una hora de duración, escenificaba tiroteos y persecuciones de coches para un público de 1.500 personas. La Warner Bros. Classics & Great Gremlins Adventure interactiva atracción oscura hacía que los visitantes escaparan de una invasión de gremlin en un plató. La Casa de la Gravedad del Joven Einstein, basada en la película de 1988 El Joven Einstein, presentaba suelos inclinados e ilusiones ópticas para simular los efectos de la gravedad. El Teatro Roxy proyectaba películas en 3D. La Looney Tunes Land zona infantil contaba con varias atracciones, como el Looney Tunes River Ride oscuro paseo acuático y el espectáculo en directo Looney Tunes Musical Revue.
Batman Adventure - The Ride, una atracción de simulador de movimiento de 13 millones de dólares, se inauguró el 23 de diciembre de 1992. La parte cinematográfica de la atracción, de cuatro minutos de duración, dirigida por Hoyt Yeatman y producida en el estudio de animación Dream Quest Images, presentaba profectos y decorado de la película Batman Returns. McFadden Systems, Inc. fabricó la plataforma de movimiento y Anitech diseñó la cápsula de simulación para 20 personas. La atracción fue muy esperada e inmediatamente popular tras su apertura. Más de 12.000 personas la visitaron el 30 de diciembre y establecieron un récord de asistencia en un solo día. En 1995, el Western Action Show fue sustituido por The Maverick Grand Illusion Show, basado en la comedia. Lethal Weapon - The Ride abrió como la primera montaña rusa del parque en diciembre. La Suspended Looping Coaster de Vekoma fue la primera de su clase en contar con un trazado 765 metros (836,6 yd) con un helix (o "bayern kurve"). Fue la primera montaña rusa invertida de Australia y su construcción requirió más de 600 toneladas de acero.

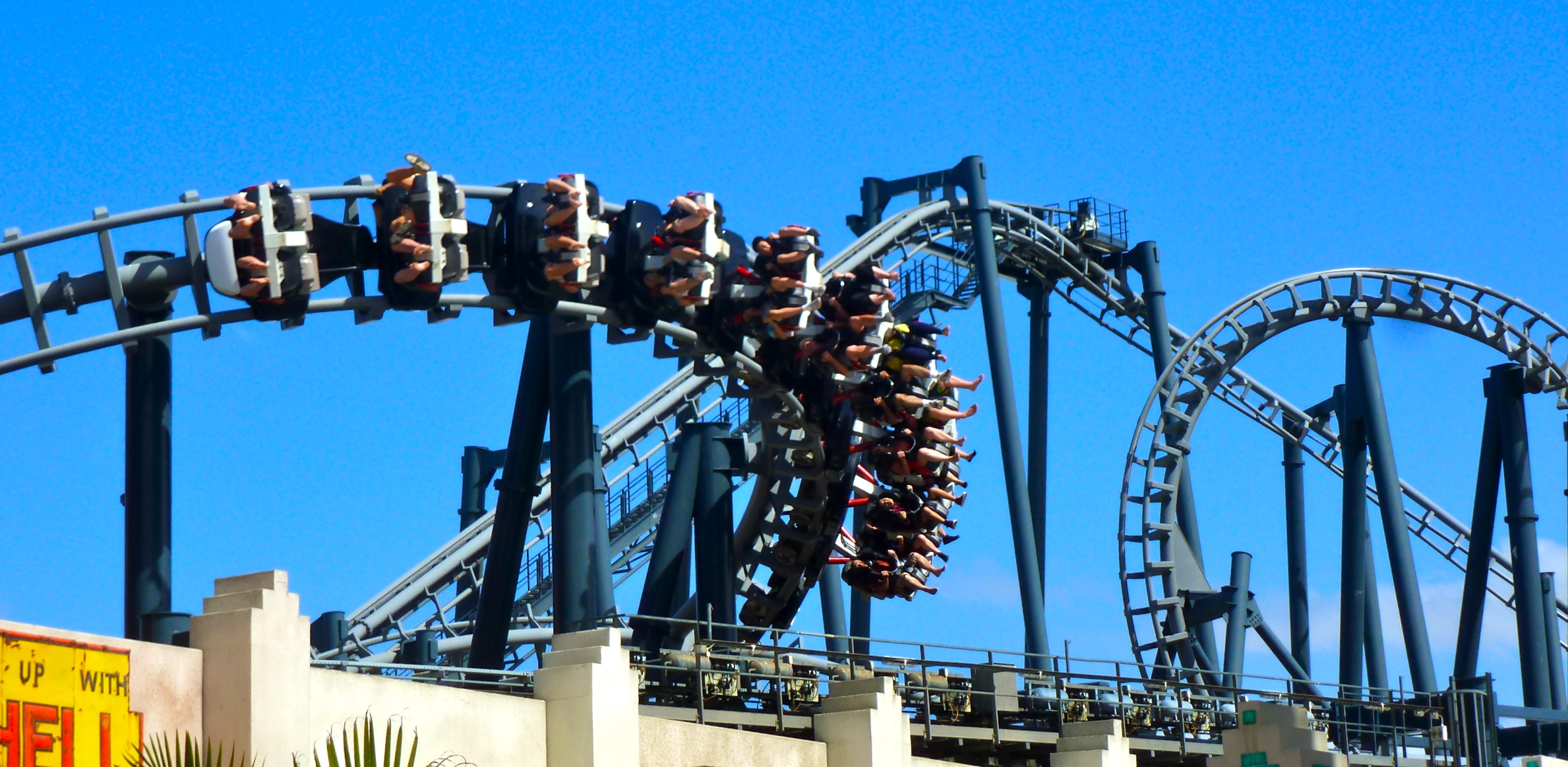
Lethal Weapon - The Ride fue la primera montaña rusa del parque.

Marvin el marciano en 3D se estrenó en diciembre de 1997 en el Teatro Roxy como la primera película de animación en 3D del mundo y el Boxing Day, 26 de diciembre, Looney Tunes Land reabrió como Looney Tunes Village con varias atracciones nuevas. El día de San Esteban de 1998 se inauguró el Salvaje Oeste (ahora Wild West Falls Adventure Ride). La atracción de tobogán de Hopkins Rides fue en su momento la mayor inversión en una atracción en Australia y contaba con una montaña artificial de aproximadamente 400 metros (437,4 yd) de ancho y 32 metros (35,0 yd) de alto. Originalmente se iba a llamar Río Bravo en honor a la película de 1959 Western del mismo nombre, la atracción fue rebautizada para enlazar con la película de 1999 Wild Wild West. En su informe anual, Village identificó a Wild Wild West como una atracción para el público y le atribuyó el aumento de asistencia de ese año.

### 2000-2008: Expansión

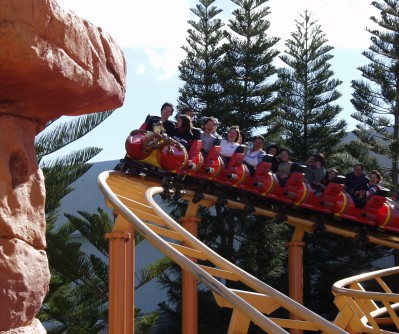
Road Runner Rollercoaster fue la primera montaña rusa de Australia diseñada para niños.

Road Runner Rollercoaster, un modelo de Vekoma Junior, se inauguró el día de San Esteban del 2000; fue la primera montaña rusa de Australia diseñada para niños. Durante 2001, las atracciones Great Gremlins y Gravity Homestead cerraron, y la Looney Tunes Splash Zone se añadió a Looney Tunes Village. El día de San Esteban se inauguraron dos nuevas atracciones: Batman Adventure - The Ride 2, una remodelación de la original, y la experiencia mágica de la película de Harry Potter. Construida sobre la huella del Gravity Homestead, La atracción de Harry Potter, con un coste de 2 millones de dólares, era un vínculo directo con la primera película de La piedra filosofal, y contaba con una réplica del callejón Diagon y un espectáculo de búhos vivos. Al año siguiente, se actualizó con el estreno de La Cámara de los Secretos para incluir piezas de decorado de la película como el coche volador y las criaturas del Bosque Prohibido. La Scooby-Doo Spooky Coaster se inauguró el 17 de junio de 2002; la montaña rusa de Wild Mouse de 13 millones de dólares de Mack Rides estaba ambientada en la película de 2002 Scooby-Doo. La interior contaba con elementos de tren fantasma, un ascensor y una sección de montaña rusa.
La atracción de Harry Potter cerró y fue sustituida en septiembre de 2003 por La exposición oficial de Matrix, que contaba con elementos de atrezo de la serie de películas Matrix. En 2005, Village anunció planes de expansión por un total de 65 millones de dólares para sus parques de la Costa Dorada, en los que Movie World recibiría una parte con dos nuevas atracciones. En primer lugar, el Teatro Roxy fue reformado para una nueva película, Shrek 3-D. Inaugurada el 17 de septiembre, la experiencia utilizaba efectos sensoriales, asientos móviles y animatronics. Superman Escape, la otra atracción, abrió el día de San Esteban. La Accelerator Coaster de Intamin, que costó 16 millones de dólares, fue la primera gran atracción del parque en una década. Batwing Spaceshot, una Space Shot de 5 millones de dólares de S&S Power, abrió en diciembre de 2006.

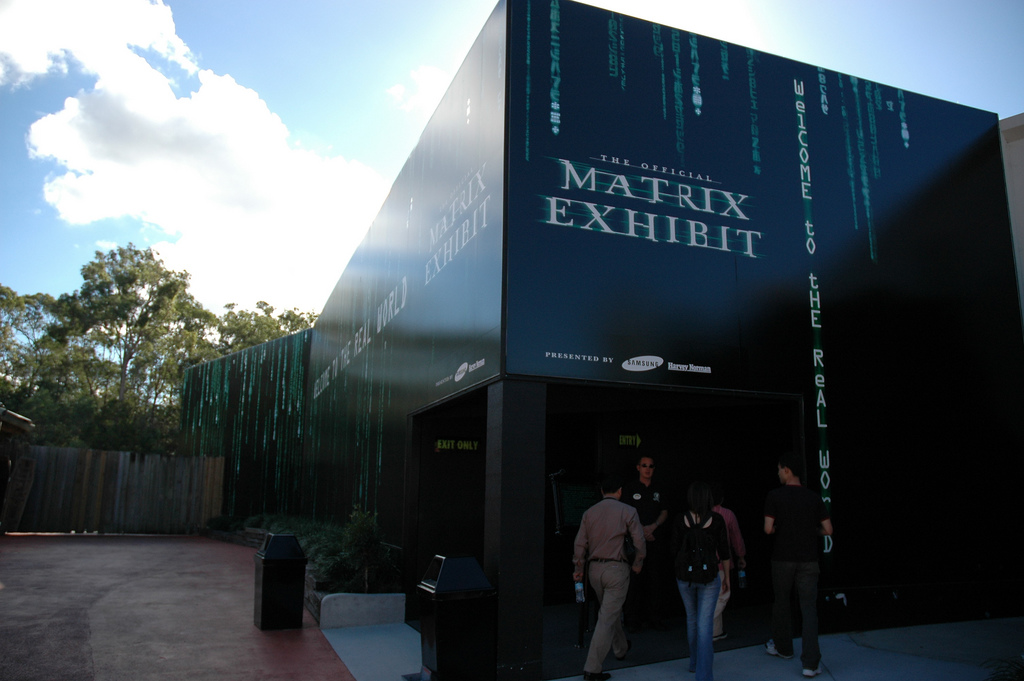
La Exposición Oficial de Matrix estuvo funcionando desde el 2003 hasta 2007.

Looney Tunes Village pasó a llamarse Kids' WB Fun Zone en 2007, y se añadieron dos nuevas atracciones. El espectáculo de acrobacias de la Academia de Policía bajó el telón el 30 de abril de 2008 después de 16 años y 18.000 actuaciones; la atracción, de gran popularidad, se encontraba entre los espectáculos de acrobacias más antiguos del mundo en ese momento. Su sustituto, el Hollywood Stunt Driver de 10 millones de dólares, se inauguró el día de San Esteban. Se seleccionó un elenco de 10 conductores de acrobacias entre más de 200 solicitantes y, para preparar el espectáculo, se renovó el local para aumentar su área de escenario y su capacidad de asientos de 1.400 a 2.000 invitados. Otro nuevo espectáculo en vivo, Looney Tunes: What's Up Rock? sustituyó a The Musical Revue. En octubre, se completó la construcción de un techo sobre Main Street. El techo de 4.000 metros cuadrados (43.000 pies cuadrados) suministrado por MakMax Australia fue diseñado para mejorar la protección de los huéspedes contra los elementos y proporcionar un lugar con capacidad para 2.000 personas para funciones y eventos.

### 2011-presente: Continuación de las incorporaciones

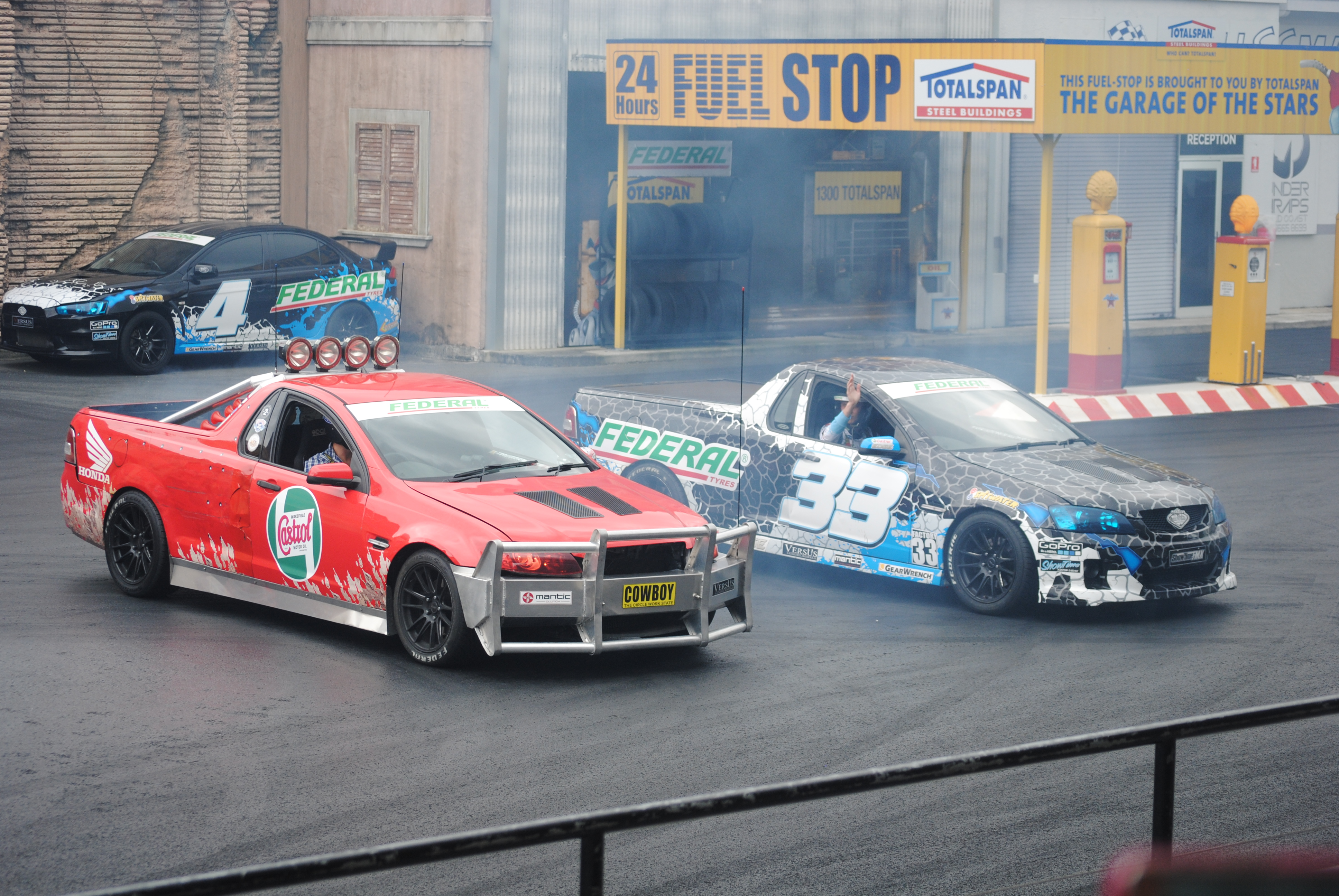
Hollywood Stunt Driver 2, un relanzamiento del espectáculo original, se inauguró en 2014.

Looney Tunes River Ride y Batman Adventure - The Ride 2 cerraron en 2011. El espectáculo MotoMonster Xtreme de Showtime FMX sustituyó temporalmente a Hollywood Stunt Driver del 26 de junio al 18 de julio como entretenimiento alternativo en vacaciones de invierno. La montaña rusa Green Lantern se inauguró el 23 de diciembre: la montaña rusa El Loco de S&S Worldwide presentaba un ángulo de caída de 120,5°, el más pronunciado del hemisferio sur y el tercero más pronunciado del mundo. Lethal Weapon - The Ride cerró en enero de 2012 para una reforma de dos millones de dólares. La montaña rusa recibió un nuevo tren fabricado por Kumbak con barras de sujeción y audio a bordo. Fue rebautizada como Arkham Asylum - Shock Therapy, con la temática de los videojuegos de Batman: Arkham; el edificio de la atracción se transformó en un Arkham Asylum tomado por el Joker y sus secuaces. La atracción reabrió en abril.

Ubicada en el antiguo edificio de Batman Adventure, Liga de la Justicia: Invasión Alienígena 3D abrió sus puertas en septiembre de 2012 e incorporó efectos especiales, animaciones y proyección 3D. La atracción de atracción oscura interactiva de 9 millones de dólares fue fabricada por Sally Corporation, con tecnologías adicionales proporcionadas por Alterface, Threshold Entertainment, Bertazzon y otros. Hollywood Stunt Driver cerró y fue sustituido por su secuela el 20 de febrero de 2014, un espectáculo renovado que contaba con pilotos de motocross de Showtime FMX que realizaban acrobacias más complejas que antes. La Escuela de Conducción Junior, de 4 millones de dólares, en la que los pilotos navegan por una réplica en miniatura del Mundo del Cine, abrió sus puertas en la Zona de Diversión WB para Niños el 12 de septiembre. Construido en el antiguo Cementerio de Boot Hill, el DC Comics El recinto interactivo Super-Villains Unleashed abrió sus puertas en septiembre de 2016.  Su atracción principal era Doomsday Destroyer, una atracción de emoción de martillo gemelo suspendido diseñada por Intamin. Las estatuas de los supervillanos de DC (como Harley Quinn y Espantapájaros) se activaban mediante pulseras RFID para interactuar con los invitados. Ese mismo mes, se añadieron auriculares opcionales de realidad virtual a la experiencia de la atracción Arkham Asylum.
La DC Rivals HyperCoaster se inauguró el 22 de septiembre de 2017. La hypercoaster de Mack Rides, de 30 millones de dólares, fue en su momento la mayor inversión en atracciones de la historia de Village, y a 2020 es la coaster más alta de Australia, más rápida y más larga. El 13 de diciembre de 2018 se inauguró una exposición de Aquaman en la que se mostraba el atrezzo y el vestuario utilizado en la película. La montaña rusa espeluznante de Scooby-Doo cerró por mantenimiento de julio a noviembre; fue reformada con nuevas tecnologías de mapeo de proyección y otros efectos especiales, y renombrada como Montaña rusa espeluznante de Scooby-Doo: Next Generation para su reapertura en diciembre. El WB Studio Showcase, inaugurado el 1 de noviembre de 2019, exhibió atrezzo, decorados y trajes de numerosas películas de Warner como Escuadrón Suicida, Mad Max: Fury Road y Ha nacido una estrella. Ese mismo mes, los estudiantes australianos de la New York Film Academy (NYFA) empezaron a ofrecer a los invitados un vistazo al proceso de realización de películas con la atracción NYFA - Hot Sets. El Asilo Arkham dejó de funcionar en diciembre. Debido a la Pandemia de COVID-19, el parque cerró el 22 de marzo de 2020 y reabrió el 15 de julio al 50% de la capacidad de los huéspedes con políticas de distanciamiento social y saneamiento en vigor.

## Diseño del parque

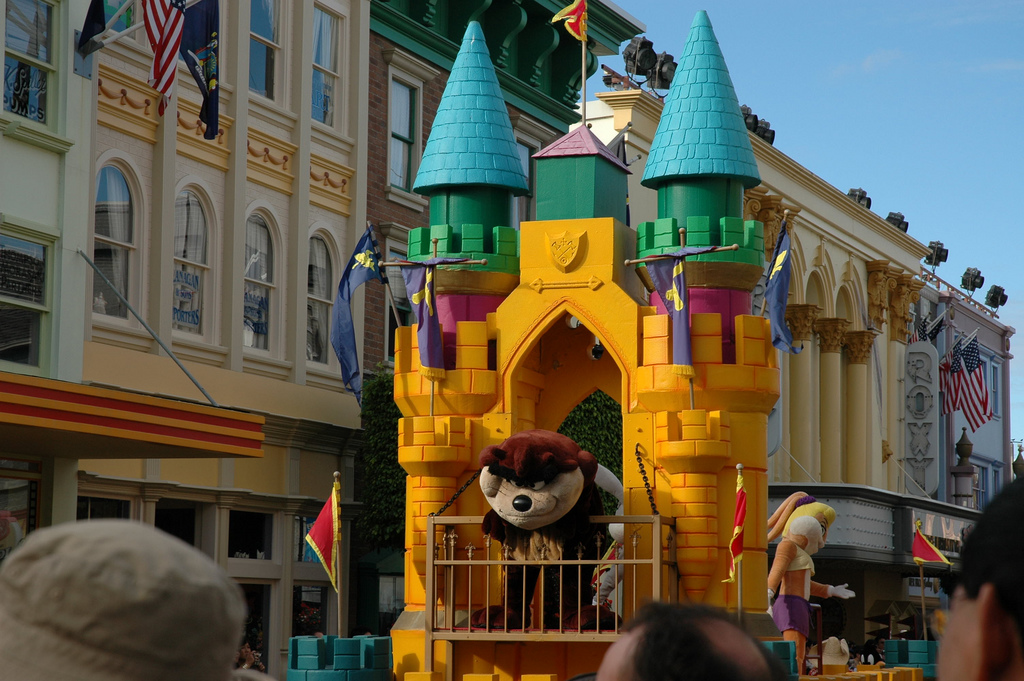
Una carroza del desfile diario de las estrellas.

Movie World se encuentra en Oxenford, en la Costa de Oro, Queensland, a unos 20 km de Surfers Paradise. Forma parte de un 154 hectáreas (380,5 acre) recinto que incluye otras tres propiedades del Village: Wet'n'Wild Gold Coast, Australian Outback Spectacular y Paradise Country. Las 15 atracciones se pueden dividir en cinco grandes áreas: Main Street, Kids' WB Fun Zone, la Wild West, DC Comics Super-Villains Unleashed y el centro de superhéroes de DC Comics.

La plaza de apertura rodea su pieza central, la Fuente de la Fama, justo después de la entrada. Main Street continúa con los servicios para los huéspedes, los restaurantes, las tiendas de regalos y otros servicios que se alinean en los senderos. El Teatro Roxy, situado junto a Main Street, proyecta Experiencia 4D del Oso Yogui. El equipo de Hollywood Stunt Driver realiza acrobacias en moto y en coche de rally a diario. La montaña rusa Scooby-Doo Spooky Coaster pasa por pasillos con proyecciones espeluznantes y trampas explosivas antes de que su ascensor deje caer a los pilotos hacia atrás en giros cerrados y sin banco. Personajess como Batman, el Joker, Scooby-Doo, Austin Powers y el reparto de los Looney Tunes' deambulan por el recinto y posan para las fotos; cada tarde, desfilan con carrozas y vehículos temáticos por Main Street.

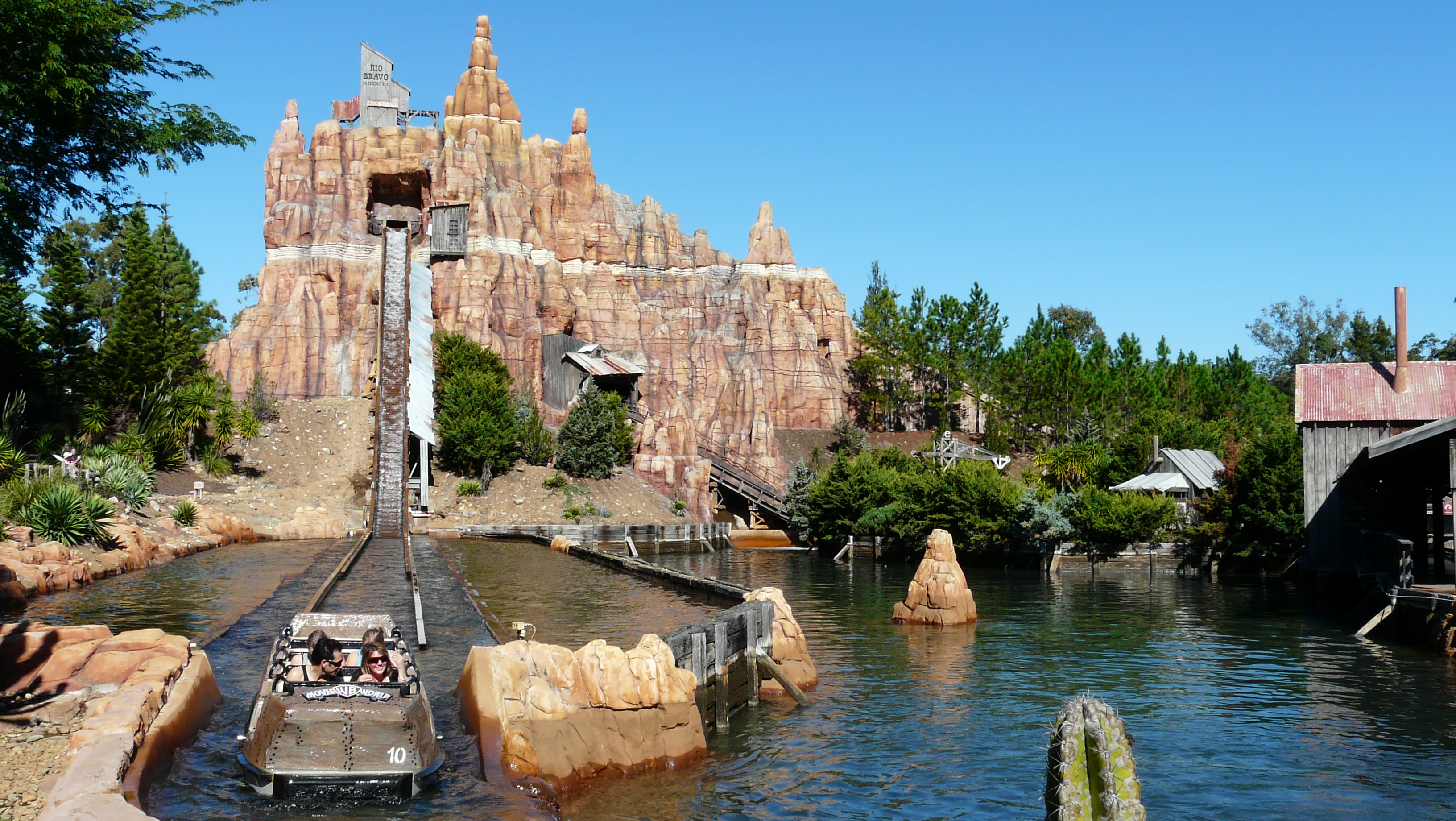
Wild West Falls Adventure Ride

La zona de diversión infantil WB Fun Zone cuenta con atracciones que van desde paseos en coche y carrusels hasta salto de ranas y piscina de chapoteos. Los clientes recorren la réplica del parque en miniatura de la Autoescuela Junior y se embarcan en la montaña rusa Road Runner. DC Comics Super-Villains Unleashed muestra estatuas de supervillanos de DC en medio de actos criminales. Los invitados utilizan pulseras RFID para ayudar a los villanos a destruir la zona o se cuelgan boca abajo en Doomsday Destroyer. En el centro de superhéroes de DC Comics, Batwing Spaceshot ejerce 4 fuerzas g mientras se lanza por una torre vertical. DC Rivals navega por un camelback y un bucle no inversor mientras los pasajeros de la última fila de cada tren se encuentran de espaldas. Green Lantern cae más allá de la vertical en giros de banco exterior y dos inversiones. Los clientes de la Liga de la Justicia hacen estallar a los alienígenas animatrónicos en pantallas 3D. Superman Escape se catapulta de 0 a 100 km/h (62 mph) en 2 segundos por un top hat elemento. Wild West Falls, que encabeza su zona homónima, atraviesa un Native American pueblo y ghost town antes de un splashdown final.

### Lista de atracciones

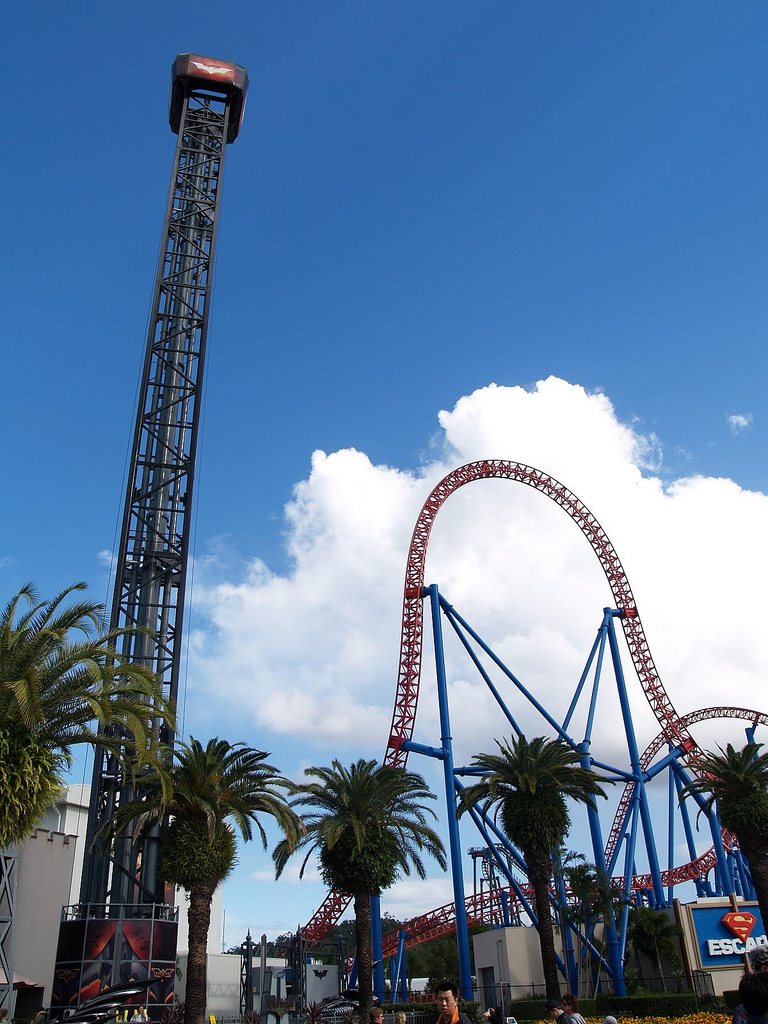
Batwing Spaceshot (left) and Superman Escape (right)

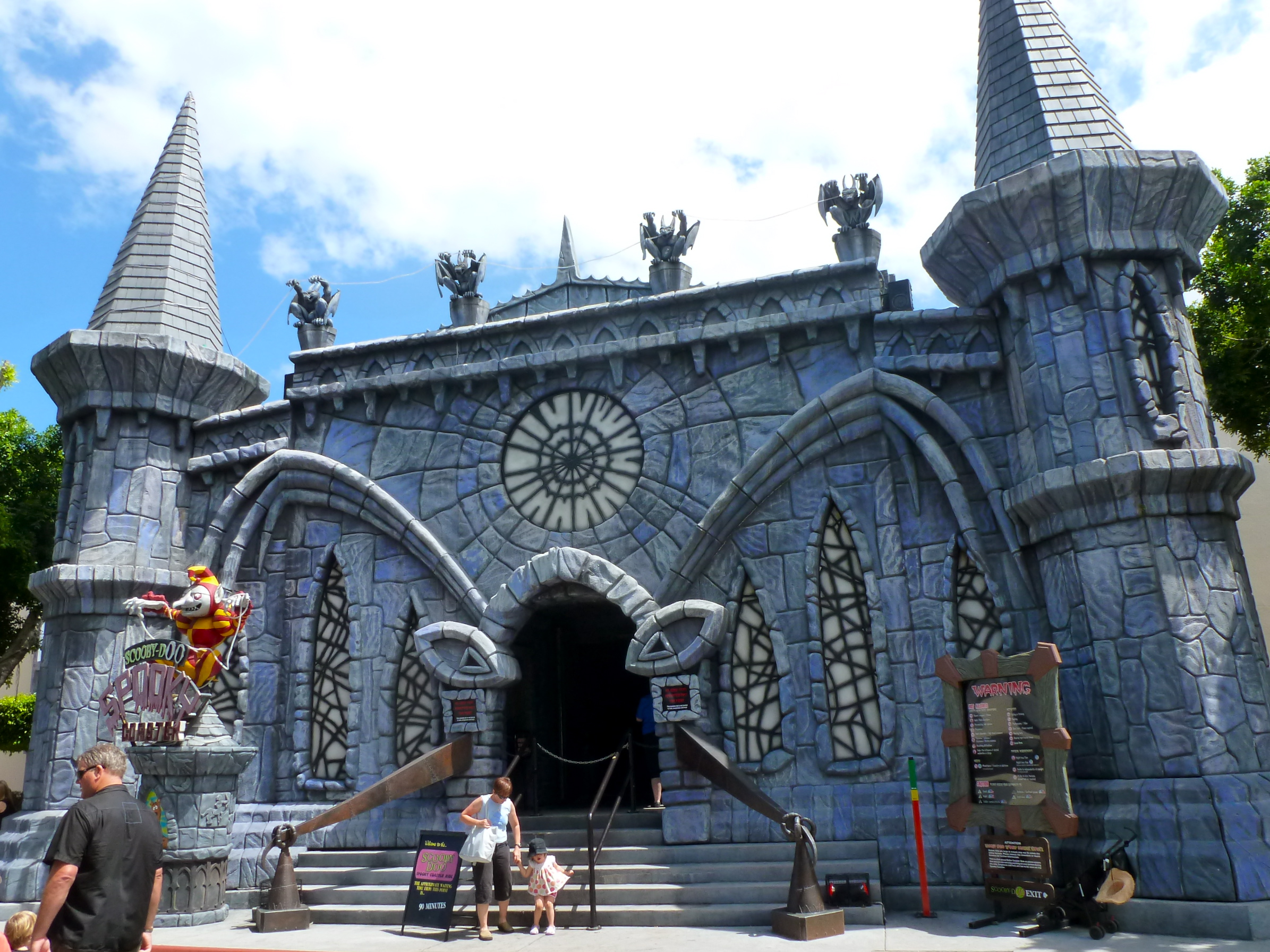
Scooby-Doo Spooky Coaster

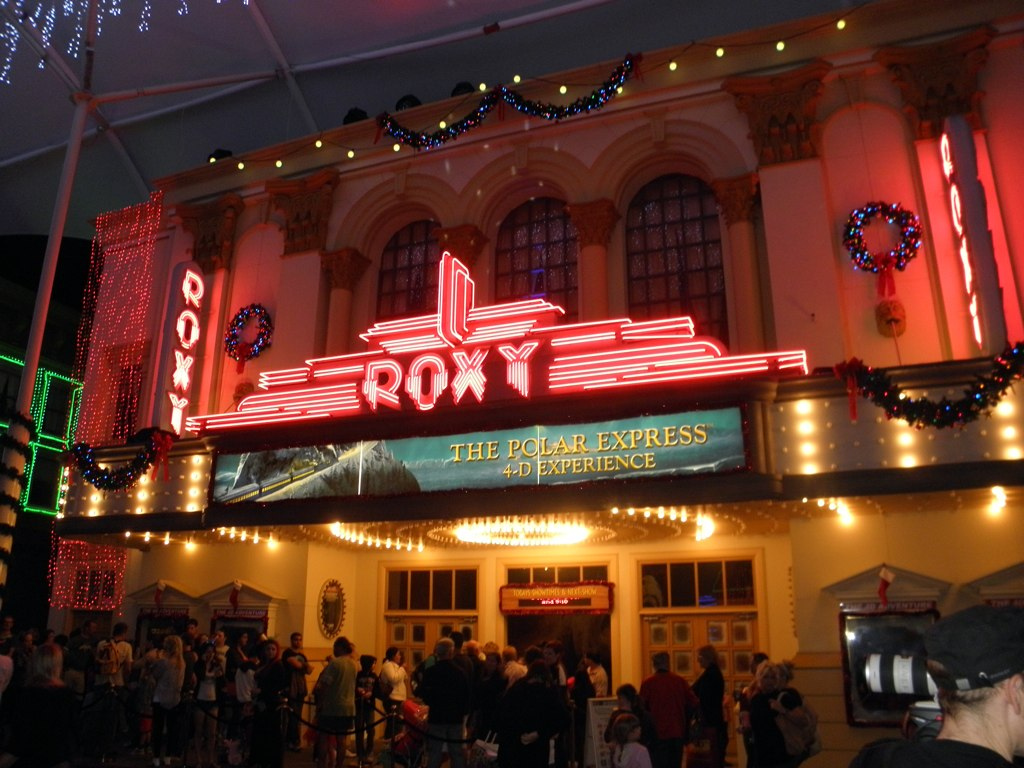
Roxy Theatre

| Nombre                            | Sección                            | Tipo                         | Fabricante          | Inauguración             |                     |
| Paseos emocionantes               | Paseos emocionantes                | Paseos emocionantes          | Paseos emocionantes | Paseos emocionantes      | Paseos emocionantes |
| --------------------------------- | ---------------------------------- | ---------------------------- | ------------------- | ------------------------ | ------------------- |
| Batwing Spaceshot                 | DC Comics superhero hub            | Disparo espacial             | S&S Power           | Diciembre de 2006        | [ 76 ]              |
| DC Rivals HyperCoaster            | DC Comics superhero hub            | Hypercoaster                 | Mack Rides          | 22 de septiembre de 2017 | [ 102 ]             |
| Doomsday Destroyer                | DC Comics Super-Villains Unleashed | Martillo gemelo suspendido   | Intamin             | Septiembre 2016          | [ 99 ]              |
| Green Lantern Coaster             | DC Comics superhero hub            | El Loco                      | S&S Worldwide       | 2011 de diciembre de 23  | [ 89 ]              |
| Scooby-Doo Spooky Coaster         | Main Street                        | Ratón salvaje de interior    | Mack Rides          | 17 de junio de 2002      | [ 110 ]             |
| Superman Escape                   | DC Comics superhero hub            | Acelerador Coaster           | Intamin             | 2005 de diciembre de 26  | [ 74 ]              |
| Wild West Falls Adventure Ride    | Wild West                          | Canal de troncos             | Hopkins Rides       | 1998 de diciembre de 26  | [ 52 ]              |
| Paseos en familia                 |                                    |                              |                     |                          |                     |
| Justice League: Alien Invasion 3D | DC Comics superhero hub            | Atracción oscura interactiva | Sally Corporation   | Septiembre de 2012       | [ 94 ]              |
| Looney Tunes Splash Zone          | Kids' WB Fun Zone                  | Plataforma de chapoteo       |                     | Diciembre de 2001        | [ 61 ]              |
| Junior Driving School             | Kids' WB Fun Zone                  | Autos de choque              |                     | 12 de septiembre de 2014 | [ 97 ]              |
| Road Runner Roller Coaster        | Kids' WB Fun Zone                  | Vekoma Junior Coaster        | Vekoma              | 2000 de diciembre de 26  | [ 56 ]              |
| Paseos para niños                 |                                    |                              |                     |                          |                     |
| Looney Tunes Carousel             | Kids' WB Fun Zone                  | Carousel                     |                     | Septiembre de 2007       | [ 77 ]              |
| Speedy Gonzales Tijuana Taxis     | Kids' WB Fun Zone                  | Paseo en coche para niños    | Zamperla            | 3 de junio de 1991       | [ 123 ]             |
| Sylvester and Tweety Cages        | Kids' WB Fun Zone                  | Aerial carousel              | Zamperla            | Diciembre de 1997        | [ 49 ]              |
| Yosemite Sam's Railroad           | Kids' WB Fun Zone                  | Ferrocarril en miniatura     | Zamperla            | Diciembre de 1997        | [ 77 ]              |
| Espectáculos y entrenamientos     |                                    |                              |                     |                          |                     |
| Hollywood Stunt Driver 2          | Main Street                        | Stunt show                   |                     | 26 de diciembre de 2008  | [ 80 ]              |
| JL 52 Batmobile                   | Main Street                        | Photo opportunity            |                     |                          | [ 124 ]             |
| NYFA Australia – Hot Sets         | Main Street                        | Visita al plató              |                     |                          | [ 125 ]             |
| Roxy Theatre                      | Main Street                        | Teatro película 4D           |                     | 3 de junio de 1991       | [ 32 ]              |
| Streets Star Parade               | Main Street                        | Espectáculo de calle         |                     |                          | [ 126 ]             |
| Tom and Jerry Meet and Greet      | Main Street                        | Encuentro y saludo           |                     |                          | [ 127 ]             |

## Eventos y características de los invitados

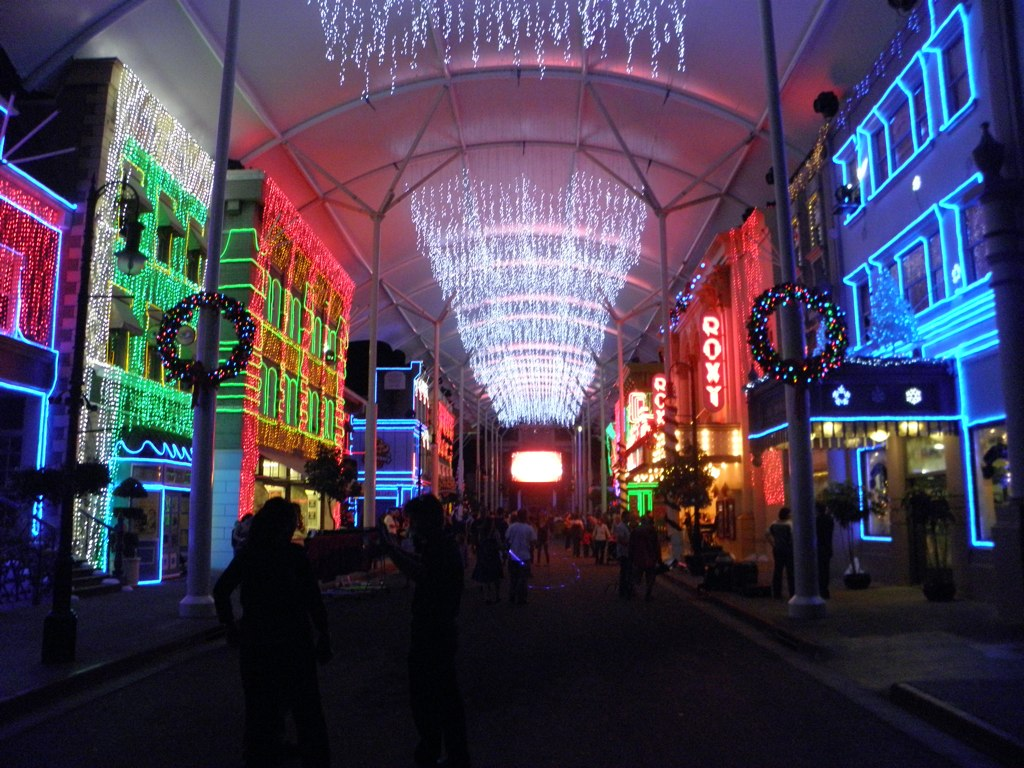
Más de un millón de luces navideñas decoraron el parque para su primer evento anual de White Christmas en 2010.

Cada año se celebran dos eventos de temporada: Fright Nights durante Halloween y White Christmas durante las fiestas de Navidad. Fright Nights cuenta con laberintos, desfiles callejeros protagonizados por personajes de Halloween y paseos nocturnos en varias atracciones. Es un evento muy popular, con unos 7.000 invitados que asistieron a cada noche de Fright Night en octubre de 2017. El parque ofrece un pase prioritario Fast Track de pago con el móvil en determinados puntos de venta de comida. Los Star Tours comenzaron en julio de 2016 y ofrecen una mirada entre bastidores a varias atracciones. La experiencia incluye pases de Fast Track, asientos prioritarios para el desfile de la tarde y otras características. En septiembre de 2018 comenzó una subida por los 282 escalones de la colina del ascensor de DC Rivals.
Para celebrar el primer aniversario del parque en 1992, a partir del 1 de junio se celebraba cada tarde un desfile con Bugs Bunny y otros personajes de Looney Tunes. A partir del 20 de junio, las noches acogieron Illuminanza, un espectáculo de luz y sonido con Batman y Catwoman, seguido de proyecciones de Batman Returns en el Teatro Roxy. Las celebraciones concluyeron el 19 de julio. Semana Santa 1994 se celebró con la fiesta de Pascua de Bugs Bunny Megga, de 200.000 dólares, del 1 al 10 de abril. Un desfile nocturno protagonizado por 140 miembros del reparto concluyó con un espectáculo de fuegos artificiales. El 4 de agosto de 2001 se celebró el décimo aniversario en la emisora B105 FM. Más de 1.000 asistentes disfrutaron de las actuaciones en directo de Human Nature, Invertigo, A Touch of Class y Joanne Accom. La Noche de Diversión Familiar de Halloween, el primer evento de Halloween, se celebró el 31 de octubre de 2006 y ofreció a los invitados paseos nocturnos en varias atracciones. El evento, que agotó las entradas, fue inmediatamente popular con más de 7.500 asistentes, de tal manera que se extendió hasta la noche siguiente. Desde entonces se ha convertido en Fright Nights, una tradición anual.
En 2010, durante las vacaciones escolares de junio-julio se celebró un desfile de DC Heroes vs. Villains para conmemorar el 75.º aniversario de DC Comics. En colaboración con el periódico de la Costa de Oro y el equipo de la FAF, el 3 de diciembre se celebró un acto benéfico de Navidad para 3.000 vecinos desfavorecidos. Ese mismo mes se celebraron los primeros actos anuales de White Christmas para el público. Más de un millón de luces navideñas decoraron el parque, que acogió festividades como un espectáculo de patinaje sobre hielo de los Looney Tunes, un desfile navideño y la visita de Papá Noel. El evento fue inmediatamente popular y alcanzó su capacidad máxima de 7.500 personas en varias noches. A lo largo de junio-julio de 2014, los eventos de Carnivale se celebraron en noches seleccionadas y ofrecieron música, desfiles y cocina inspirada en el Carnaval de Brasil. Los festejos y un desfile conmemoraron el 25 aniversario del parque el 3 de junio de 2016. En 2020, Fright Nights se canceló debido a las restricciones de la COVID-19, mientras que White Christmas no se anuló. Para celebrar el 30.º aniversario del parque, se ha programado el evento Hooray for Hollywood desde el 26 de junio hasta el 11 de julio de 2021, con un desfile diario e interacciones de los invitados con temática del cine clásico de Hollywood.

## Asistencia y rendimiento

### 1991-2008

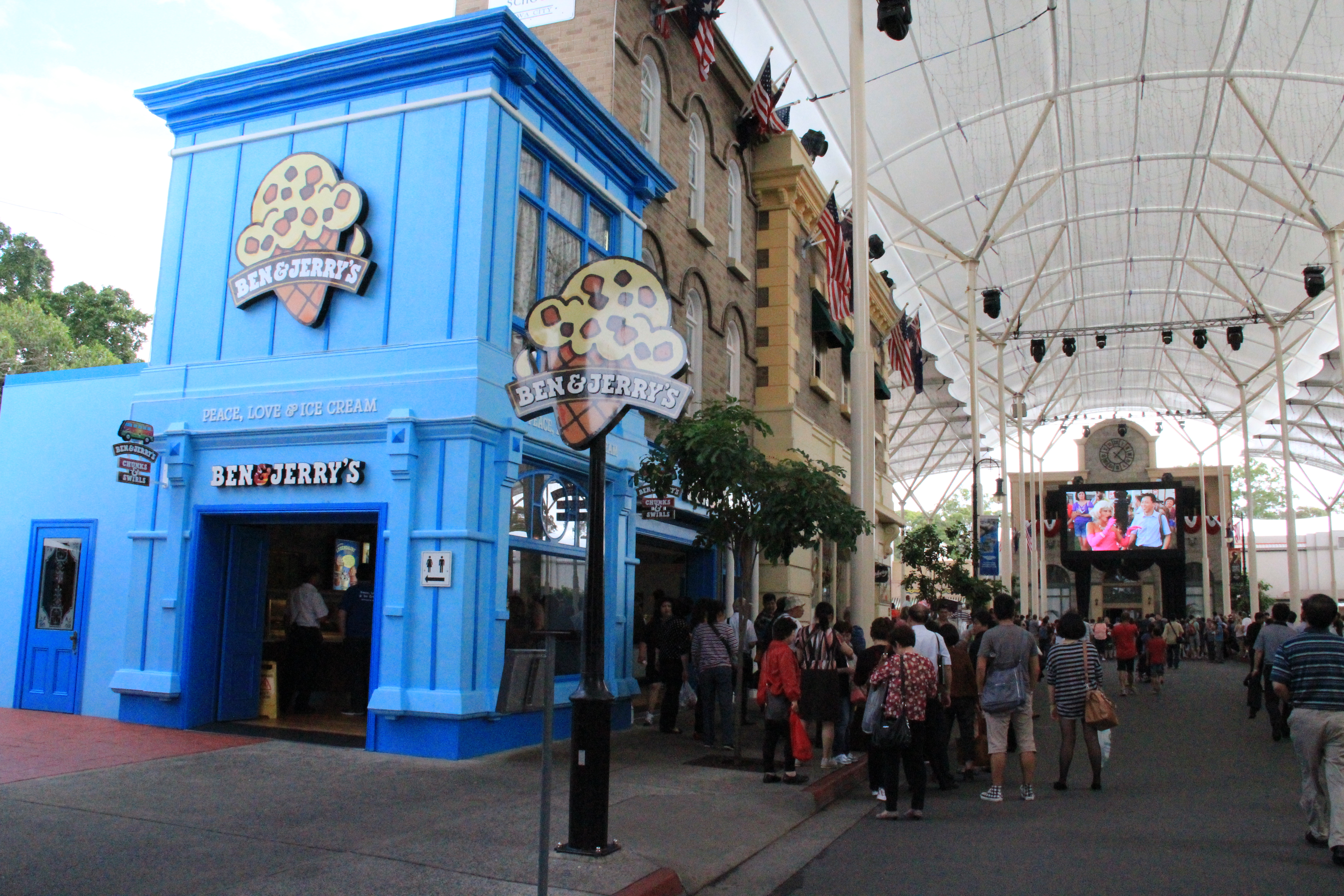
Retail ha contribuido a los fuertes ingresos desde la apertura del parque.

Durante su primer año de funcionamiento, Movie World recibió 1,2 millones de visitantes, superando su objetivo conservador de un millón. John Menzies, CEO de Village Roadshow Theme Parks, dijo que la asistencia a Sea World y al competidor local Dreamworld era consistente con los años anteriores. "Mientras los temas sean diferentes, parques como éste pueden [proliferar] ad infinitum", dijo. La asistencia a los parques temáticos de todo el país creció un 12% de 1992 a 1993 y Movie World registró 1,3 millones de visitantes durante el año. El director general del parque, Mark Germyn, atribuyó el crecimiento de la asistencia en parte al éxito del mercado internacional: alrededor del 25% de los visitantes del parque procedían del extranjero, y la mitad de ellos de Japón. "Estamos entrando con fuerza en los mercados asiáticos", dijo, "incluyendo Hong Kong, Malasia, Taiwán, Singapur, Indonesia y Tailandia". Además, señaló que las ventas al por menor de unos 2,6 millones de unidades de stock en sus 25 puntos de venta generaron unos ingresos de 17 millones de dólares. En 1998, el director de marketing de Village, Ken Minnikin, destacó el éxito del "Superpase de tres parques", que registró un aumento de las ventas del 20% durante las Navidades de 1997 con respecto al periodo del año anterior, y citó el sector de los parques temáticos de la Costa Dorada como uno de los principales atractivos para el turismo nacional. El descenso del 20% en la asistencia durante el año 2000 se atribuyó a la histeria del Y2K, pero la oferta del "Super Pass" siguió siendo popular, contribuyendo a un tercio de las ventas de entradas del parque.

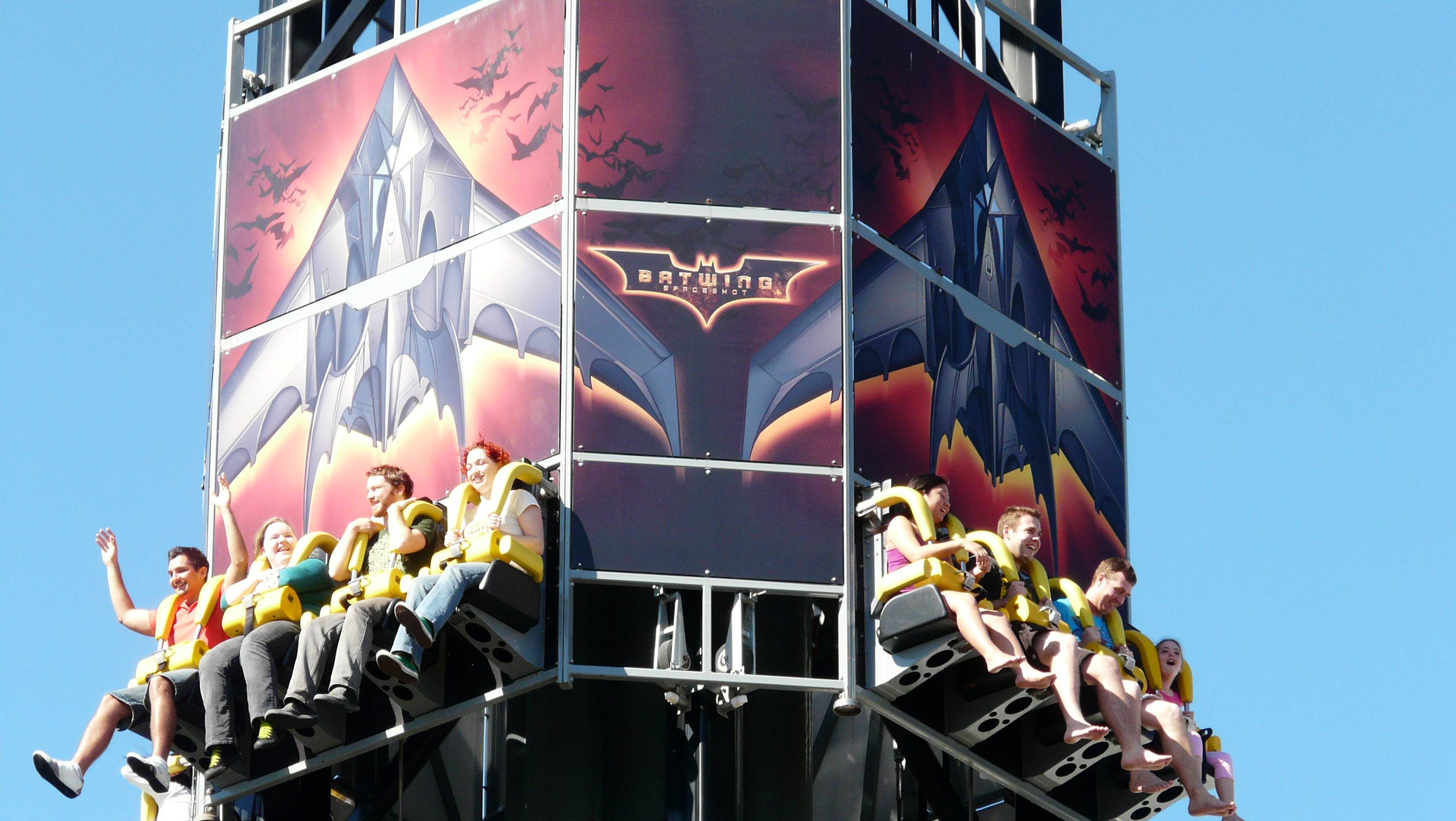
La apertura de Batwing Spaceshot ayudó a aumentar la asistencia anual en 2007.

Las visitas internacionales de ese año se vieron afectadas negativamente por los atentados del 11 de septiembre y, aunque las visitas a los parques disminuyeron ligeramente durante el ejercicio 2001, la asistencia a Sea World y Wet'n'Wild aumentó y la división de parques de Village registró un beneficio ante intereses, impuestos, depreciaciones y amortizaciones del 23,1%. En 2003, las visitas de los turistas internacionales disminuyeron en un 50% aproximadamente, citándose como factores clave la guerra contra el terrorismo y el brote de SARS 2002-2004. En respuesta, se redujeron las horas de funcionamiento diario de varias atracciones. Las visitas de los principales mercados asiáticos a la Costa Dorada habían descendido un 95% aproximadamente y Village hizo hincapié en la necesidad de dirigirse a su mercado nacional con entradas con descuento y vales de Shopa Docket. En mayo de 2006, Village adquirió la participación de Warner en su división de parques temáticos por 254 millones de dólares, pero mantuvo la licencia y la marca de esta última. El acuerdo permitió a Village hacerse con la propiedad exclusiva de varios parques, incluido Movie World. Las sólidas cifras de asistencia durante el ejercicio 2007 contribuyeron en parte a un neto beneficio de unos 45 millones de dólares, compensando los 40 millones de dólares de pérdidas del año anterior. Más de 1,32 millones de personas lo visitaron durante 2007 (un aumento del 5,8% respecto al año anterior) y el parque fue el tercero con más asistencia de Australia ese año. Village consideró que las aperturas de Superman Escape y Batwing Spaceshot fueron factores que contribuyeron al aumento de la asistencia. El descenso de la asistencia durante el ejercicio 2008 se atribuyó al mal tiempo durante los meses clave del verano.

### 2009-presente

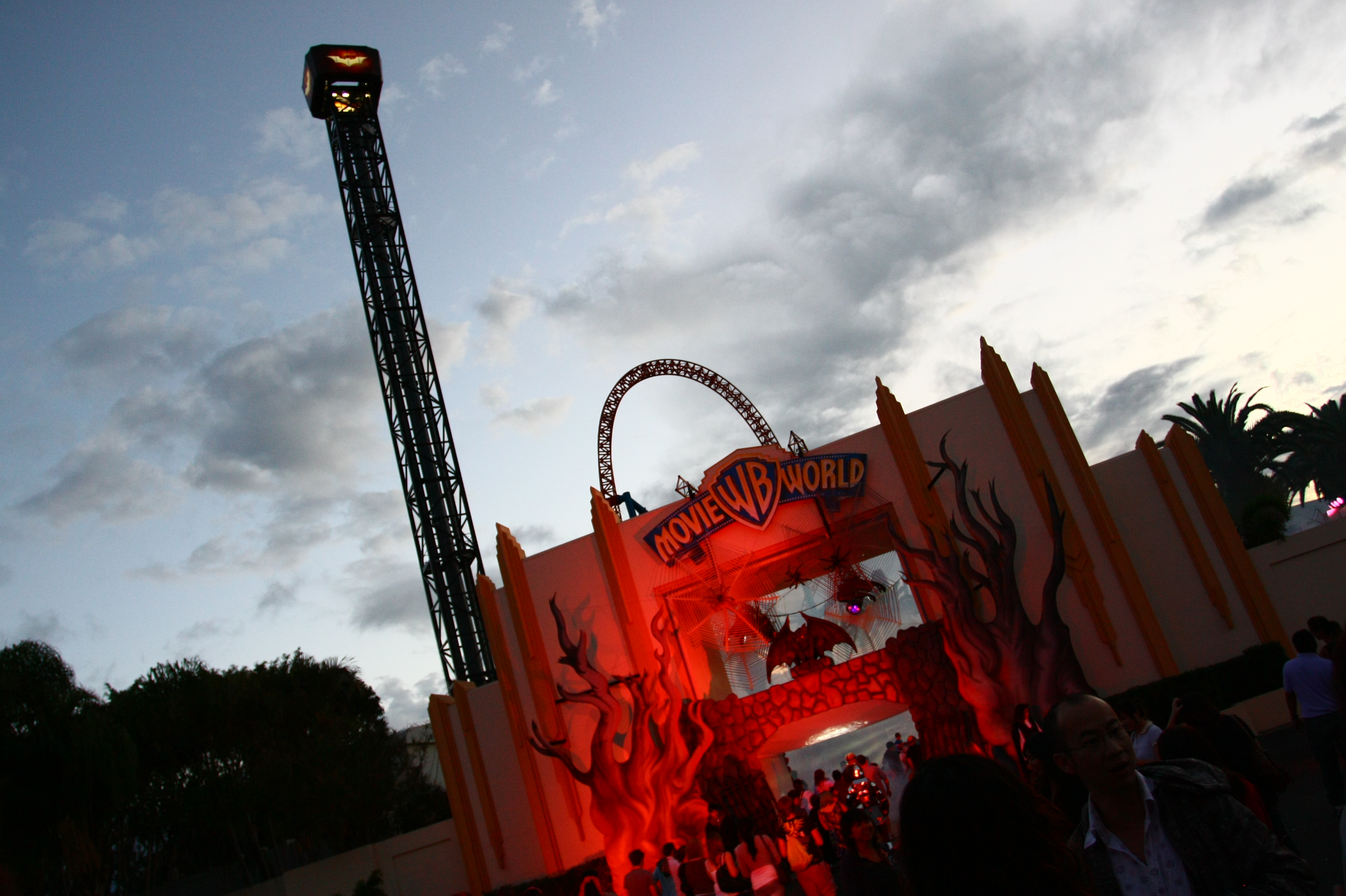
Fright Nights ha atraído a un gran número de visitantes desde su creación.

Se idearon varias estrategias de descuentos y marketing para compensar las dificultades tras la crisis financiera mundial. La promoción "Q150 Pass", introducida en abril de 2009, se amplió más allá de su fecha de caducidad original de septiembre hasta las vacaciones de Navidad y Año Nuevo. Los esfuerzos de promoción contribuyeron a aumentar la rentabilidad y la asistencia durante el año siguiente. Las inclemencias del tiempo y las posteriores inundaciones afectaron a la asistencia durante los primeros meses de 2011, sin embargo, la asistencia del 26 de junio alcanzó un nuevo máximo desde Navidad, con más de 10.000 visitantes. Las ventas de las promociones del pase VIP ofrecía a los residentes una entrada ilimitada al parque durante 13 meses. La apertura de Linterna Verde contribuyó a aumentar el número de visitantes en enero de 2012 y otras incorporaciones a lo largo del año impulsaron la asistencia en un 27% en el semestre financiero de 2013 con respecto al periodo anterior. Al final del ejercicio, se registraron por primera vez más de dos millones de visitantes anuales. Más tarde, en 2013, Village se asoció con el propietario de Dreamworld Ardent Leisure para realizar una campaña de marketing de 15 millones de dólares en la Costa Dorada. Las incorporaciones de 2014, como el evento Carnivale y la atracción de la Escuela de Conducción Junior, se destacaron como atracciones anuales de asistencia. Fright Nights tuvo su temporada más exitosa hasta la fecha y la asistencia a White Christmas creció un 22% respecto al año anterior. En 2016, el parque recibió una media de 1,4 millones de visitantes al año.

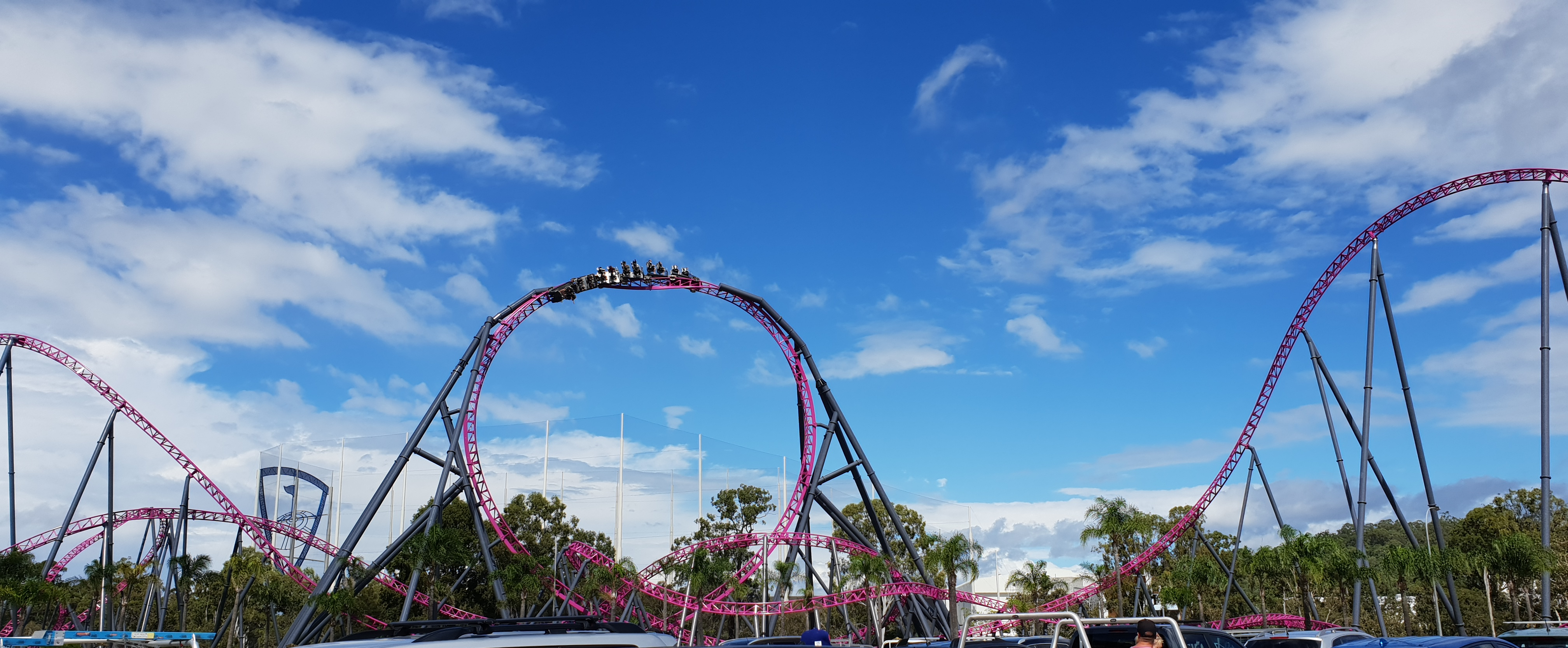
Con un coste total de 30 millones de dólares, DC Rivals HyperCoaster sigue siendo la mayor inversión en una atracción de Village.

Las secuelas del incidente y cierre de Thunder River Rapids Ride de Dreamworld en octubre de 2016, en el que murieron cuatro clientes tuvieron un impacto significativo en el rendimiento de la industria. En enero de 2017, la asistencia combinada a Movie World, Wet'n'Wild y Sea World había caído un 12%. La inversión de 30 millones de dólares en DC Rivals—la primera gran atracción de un parque temático en Australia desde el incidente de River Rapids—inspiró el optimismo de Village para un cambio financiero; fue la mayor inversión en una sola atracción en su historia y la montaña rusa más cara de Australia. Su apertura estableció un récord de asistencia diaria para septiembre con 11.500 huéspedes. Para noviembre, con el fin de recortar las deudas tras las pérdidas de 66,7 millones de dólares del ejercicio anterior, Village trató de vender los terrenos del recinto de Oxenford mediante un acuerdo de leaseback de 90 años. Village registró un estrecho margen de beneficios de 200.000 dólares en agosto de 2018 y declaró que, si bien la asistencia al parque temático durante las vacaciones escolares de abril se vio inhibida por los Juegos de la Commonwealth 2018, los resultados de julio fueron sólidos gracias a las altas ventas de pases de temporada. En febrero de 2020, Village publicó un aumento del EBITDA del 7% hasta los 39 millones de dólares para el semestre financiero y la asistencia general a sus propiedades de parques temáticos aumentó un 12% hasta los 2,58 millones; estos resultados se atribuyeron a un aumento del 6% en el precio de las entradas, al aumento de los visitantes y al éxito continuado de Fright Nights. A lo largo del año, los cierres a causa del COVID-19 tuvieron un impacto perjudicial en el rendimiento de los parques.

## Recepción y elogios
En una reseña realizada poco después de la inauguración del parque en 1991, The Sydney Morning Herald Andrew Conway destacó su énfasis en las experiencias que captaban "el mundo mágico de las películas" por encima de las atracciones. Andrew Conway destacó su énfasis en las experiencias que captaban el "mundo mágico de las películas" por encima de las atracciones emocionantes. Consideró que el espectáculo de acrobacias de la Academia de Policía era el más destacado entre varias atracciones bien tematizadas, pero opinó que el parque carecía de la escala y la grandeza de las influencias estadounidenses de Disneylandia y Universal Studios. Dijo que "si has estado en los megaparques de Estados Unidos, Movie World puede decepcionar", pero que, no obstante, ofrecía un gran entretenimiento familiar. Las encuestas de salida de los visitantes durante el año de apertura indicaron una recepción muy positiva por parte del público, ya que alrededor del 95% de los encuestados calificaron su experiencia como "excelente". En 1993, Robyn Willis, de The Sydney Morning Herald, elogió la amplitud de la oferta de entretenimiento de un día, pero advirtió de su elevado coste. En los Premios de Turismo de Australia de 1994, ganó en la categoría de "Atracción turística importante". En los premios de 1998, Village ganó en la categoría de "Campañas de promoción y marketing turístico".

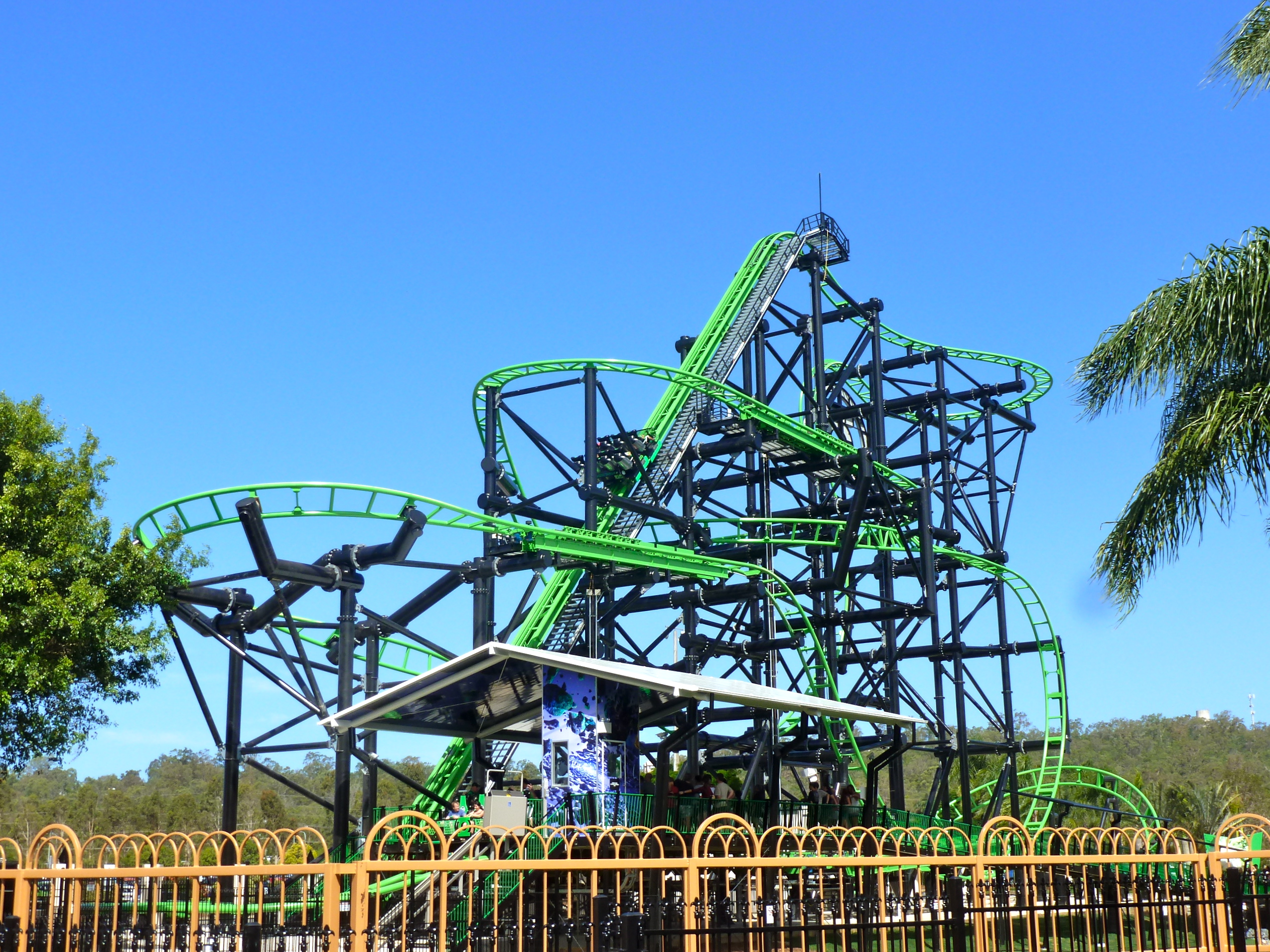
Después de un incidente, Green Lantern Coaster estuvo cerrada durante gran parte de 2015.

En los IAAPA de 2002. Awards, el parque recibió una mención de honor en la categoría "Mejor programa de formación de supervisores". Movie World y Sea World recibieron premios conjuntos por "Lugar de reunión especializado" en los premios Meetings and Events Australia de 2005. Según un estudio de Newspoll de 2014, el parque era la cuarta atracción turística más popular de Australia de todos los tiempos. En 2020, Chris Stead de Finder.com.au opinó que el parque estaba bien distribuido en una zona compacta, pero ofrecía una sombra mínima para protegerse del calor y sufría largas colas en las horas punta. En su opinión, los niños de entre seis y diez años tendrían una experiencia limitada, a menos que fueran lo suficientemente altos como para enfrentarse a las atracciones más grandes, y las visitas eran más adecuadas para los adultos que buscan emociones o las familias con adolescentes.

## Incidentes
Mientras el parque estaba cerrado el 5 de diciembre de 2003, un incendio causó daños por más de un millón de dólares en la sección superior de Wild West Falls; la atracción fue reparada y reabierta varias semanas después. El 15 de marzo de 2015, uno de los vagones de Linterna Verde se desprendió de los raíles al romperse el mecanismo de una rueda. Aunque los pasajeros se quedaron tirados durante varias horas y tuvieron que ser rescatados por los bomberos, no se produjeron lesiones importantes. Una investigación reveló un fallo de diseño en una junta atornillada del conjunto de ruedas. S&S Worldwide rediseñó los componentes defectuosos, la atracción fue probada y volvió a abrir en diciembre.